# サアディー

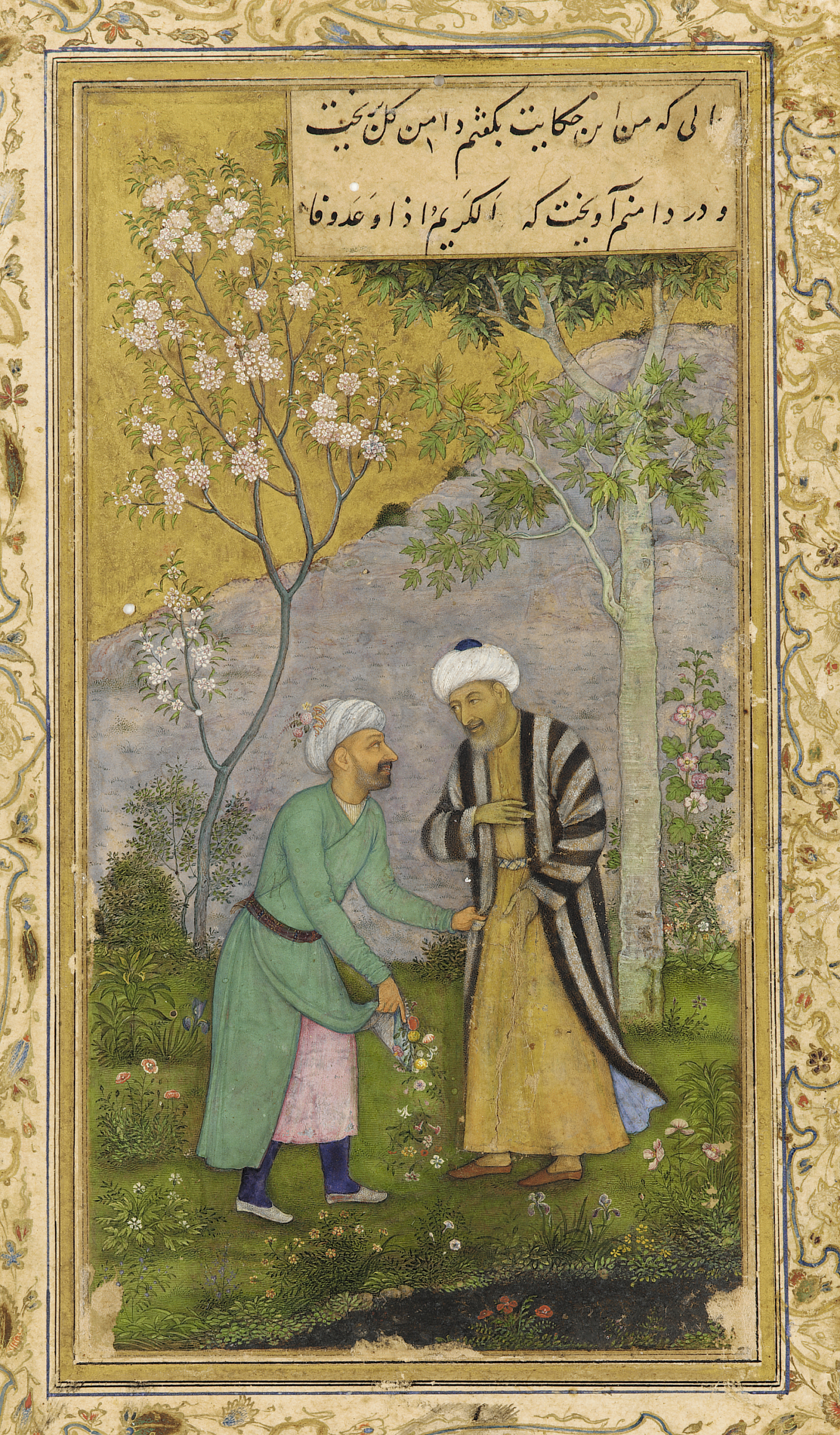
1645年頃にムガル帝国で制作された『ゴレスターン』の細密画。右側の人物がサアディー。

シーラーズのサアディー（ペルシア語: سعدی شيرازى, ラテン文字転写: Saʿdī-ye Shīrāzī; 1210年頃生 - 1291年又は1292年歿）は、13世紀イランの詩人、散文家。モンゴルによる征服を受ける頃のシーラーズに生まれ、若いころに諸国を旅したのち故郷に戻り、多くの詩と散文作品を残して同地で歿した（#生涯）。代表作としては、『ゴレスターン』（薔薇園）と『ブースターン』（果樹園）がある（#作品）。

## 名前と情報源
詩人の雅号が「サアディー」であることは現存する抒情詩ガザルのタハッロス・ベイトに詠み込まれる雅号がそれであることから明らかである。しかし詩人の本名（ここでは、ラカブ、クンヤ、イスム、ナサブを意味する）については古い写本同士で情報が一致せず、諸説ある状況である。イブン・フワティー（d. 1323）は1262年にサアディーに書簡を送り、その時の返信から詩人の名前が「モスレホッディーン・アブーモハンマド・アブドッラー・ブン・モシャッレフ・ブン・モスレヘ・ブン・モシャッレフ」と記録しており、これが決定的な証拠のようにも見えるが、多くの学者がこれに疑問を抱く。ジャーミー（d. 1492）などが支持するのは「アブーモハンマド・モシャッレフッディーン・モスレヘ・ブン・アブドッラー・ブン・モシャッレフ」である。
後世の人はサアディーのことを、親しみを込めて「シェイフ」（長老）と呼ぶ。

## 生涯
イランの南西部にあるファールス州の州都シーラーズで生まれる（「果樹園」（東洋文庫）の解説によると、現在では1210年生誕説が有力とのこと）。サアディーが誕生した頃、生地シーラーズはセルジューク朝系のアタベク政権サルグル朝（1148年 - 1270年）の首都であり、「サアディー」という雅号は、サアディーの父がサルグル朝の第5代君主で同王朝の最盛期を築いたイッズッディーン・サアド・ブン・ザンギー Atābak ʿIzz al-Dīn b. Saʿd（在位 1203年 - 1220年）ないし、サアディーが自著『果樹園』を献呈した第6代君主アブー・バクル・ブン・サアド Abū Bakr b. Saʿd に由来すると考えられている（今日の学説は、後者のアタベク・アブー・バクルに因んだものとする）。幼いころに父を亡くし、祖父や叔父の世話になりながら、勉学に励んだ。その後、学問の中心地であったバグダードへ行き、学問を修めたという。バグダードではニザームルムルクが創設したマドラサ、ニザーミーヤ学院で神学や法学、アラビア語文学などイスラーム諸学を修め、『果樹園』の一部写本では高名な神秘主義思想家スフラワルディーに師事したという。サアディーはバグダードでの修学を終えると、さらなる研鑽を積むため諸国へ遊学の旅を出たが、バグダードを出立したのは1226年頃と思われる。
1220年代に入り、モンゴル帝国の侵攻によってホラズム・シャー朝は滅び、イラン高原周辺の諸政権はモンゴル軍の脅威に晒された。サアディーの郷里シーラーズの場合、サルグル朝の第6代君主アブー・バクルがモンゴル帝国のオゴデイやグユク、モンケに服従したため、ファールス地方をモンゴル軍による劫略から守り抜いた。サアディーは30年に亘りインドや中央アジア、アラビア半島、エジプト、エチオピア、北アフリカのモロッコまでを放浪したと述べているが、時系列的に不自然であったり、事実関係と合わない部分もあるため、今日では彼が述べる全ての地域を巡ったとは考えられていない。例えば、インド来訪については『薔薇園』第5章のソームナート寺院についての件りで、ゾロアスター教徒とヒンドゥー教徒を混同する等、実際に訪れた者ではあり得ないような間違った記述を行っている。
1256年にシーラーズに帰り、詩作を始める。それまでサアディーは全く無名の存在だったようで、青年期から壮年期まで、サアディーはシーラーズに帰還するまでの数十年間自らの作品を公表していなかったようである。1257年に『果樹園』（Būstān）、翌1258年には『薔薇園』（Gulistān）を相次いで発表した。『果樹園』は約4,000対句からなり『薔薇園』も同規模の作品であるため、放浪中にある程度の分量を書き貯めたり推敲を重ね、シーラーズに帰還してから一気に完成させたと思われる。この頃からその名を知られるようになる。サアディーの作品は教訓、警句、逸話の内容を持ち、現在でもイラン文学史上の最高傑作といわれる。
サアディーがシーラーズに戻って来た頃は、ちょうどフレグの西方遠征とイルハン朝樹立の時期にあたる。イルハン朝から派遣されたシーラーズ太守アンキヤーヌーや、特にイルハン朝の財務官僚のトップであったシャムスッディーン・ジュヴァイニーと、アターマリク・ジュヴァイニーの兄弟との交遊は有名で、ジュヴァイニー兄弟はサアディーを父と呼んで尊敬し、サアディーもジュヴァイニー兄弟を息子と呼ぶほど親密であったという。

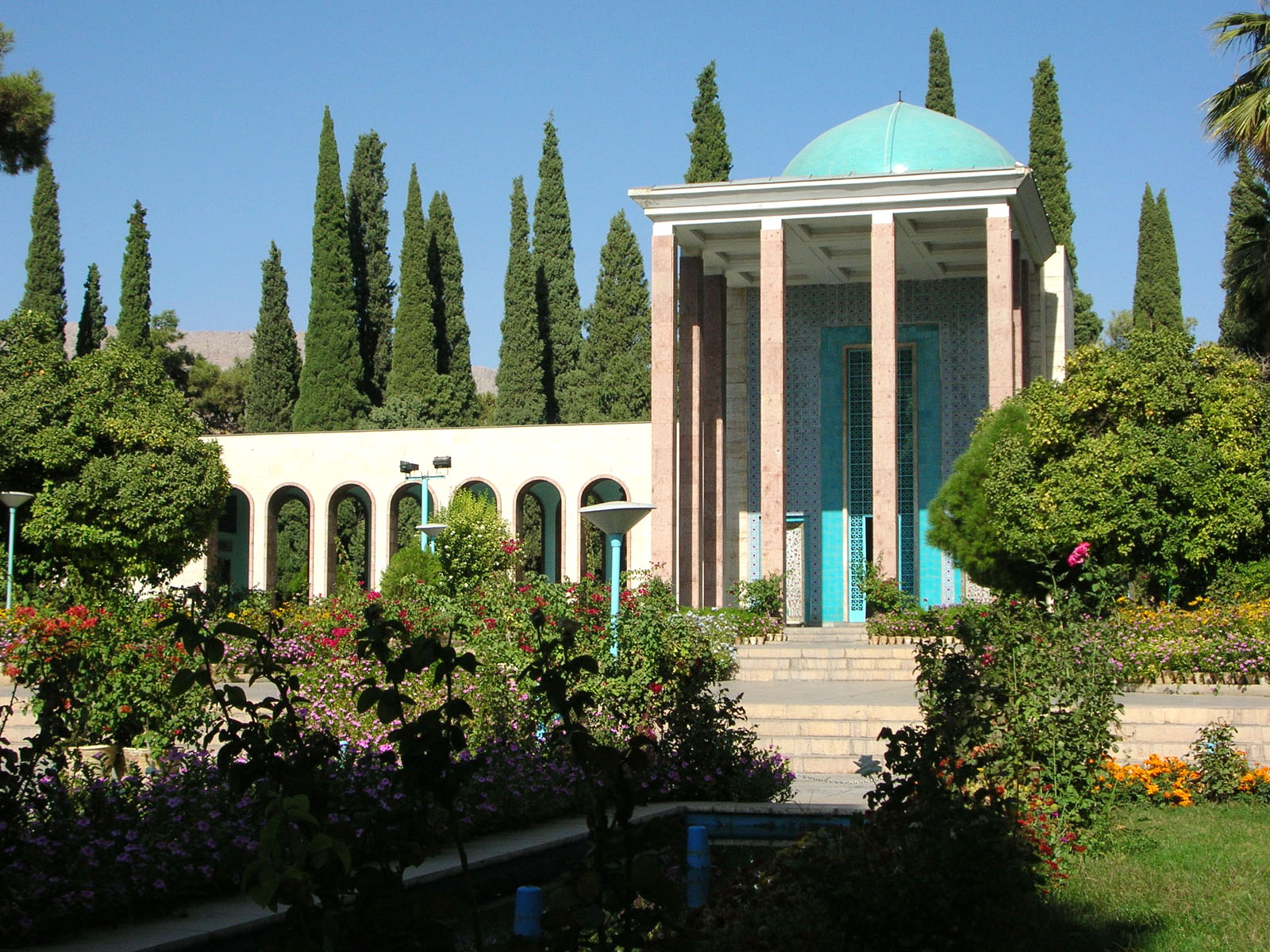
サアディー廟

晩年、サアディーはシーラーズの郊外に庵を結んで隠遁し、1291年頃にその地で没した。隠遁後もシーラーズに赴任して来たイルハン朝に仕えた王侯たちの尊崇を受け、死後には墓廟が建設された。その名前にちなんでサアディーヤ（サアディー廟）と名付けられ、現在シーラーズの北東郊外にあり、同市の観光地の一つとなっている。
また、イラン暦1381年（西暦2002年）より、イラン暦オルディーベヘシュト月1日（西暦4月21日頃）が、サアディーの記念日として定められている。

## 作品
『薔薇園（グリスターン Gulistān/ ゴレスターン Golestān）』
- 『ゴレスターン』（澤英三訳、岩波文庫、1951年）、復刊2019年ほか
- 『薔薇園（グリスターン）　イラン中世の教養物語』（蒲生礼一訳、平凡社東洋文庫 12、 1964年2月）、ワイド版2003年5月
- 『薔薇園（ゴレスターン）』（黒柳恒男訳、大学書林、1985年10月）

『果樹園（ブースターン Būstān）』
- 『果樹園（ブースターン）　中世イランの実践道徳詩集』（黒柳恒男訳、平凡社東洋文庫 797、2010年7月）